# Joe Tabona
Joe Tabona (* um 1900; † 1921) war ein maltesischer Fußballspieler auf der Position eines Stürmers.

## Leben
Tabona galt als hoffnungsvolles Sturmtalent seines Heimatvereins FC Floriana, mit dem er in der Saison 1920/21 beim Debüt des Vereins in der höchsten Spielklasse nicht nur alle 8 Begegnungen (eine davon kampflos) gewann, sondern auch nur einen Gegentreffer hinnehmen musste. So stand am Saisonende der erste Meistertitel für den Neuling. 
In derselben Saison erreichte der Verein zudem das Finale um den Pokalwettbewerb, das am 7. Mai 1921 gegen das Essex Regiment ausgetragen und durch einen 40-Meter-Schuss von Tabona mit 1:0 gewonnen wurde. Tabona starb nur wenige Wochen später im Alter von 21 Jahren.

## Erfolge
- Maltesischer Meister: 1920/21
- Maltesischer Pokalsieger: 1920/21